# 水分貴雅
水分 貴雅（みずわけ たかまさ、1961年11月22日 - ）は、CBCテレビ（CBC）のアナウンサー。
三重県北牟婁郡紀北町（旧・紀伊長島町）出身。三重県立津西高等学校、早稲田大学第二文学部卒業。1985年、CBCにアナウンサーとして入社（同期アナウンサーは重盛啓之、松山香織、福島敦子）。

## 人物
入社初期からスポーツアナウンサーとして、野球やサッカー、ゴルフなどのスポーツ実況を担当。
2010年は5月2日の中日クラウンズでの石川遼の1ラウンド58の男子国内ツアー新記録で世界記録のテレビ中継実況、および6月16日中日ドラゴンズ岩瀬仁紀が対北海道日本ハムファイターズ戦で通算250セーブ達成のラジオ中継実況を担当している。なお6月7日岩瀬が対埼玉西武ライオンズ戦にて9回逆転を許し救援失敗の際のラジオ実況も彼が担当していた。
2011年、岩瀬の日本新記録プロ通算287セーブ達成をJ SPORTS 2にて担当している。
塩見啓一のスポーツ部長転出に伴い、2012年7月1日付けでアナウンス部長を兼務。
趣味はカラオケ。同じ早稲田大学出身で作家の重松清とは面識があり、学校指定の教育実習で都内の私立高校で2週間だけだが行動をともにしたことがある>別冊ラジオパラダイス「DJ名鑑」（1987年刊）- 「水分貴雅」の項より。
同局内の野球中継番組のページにはプロフィール写真が載っていない為、地上波中継ではなくJ SPORTS 2中継のCBC制作分で実況を担当している。
2021年6月16日、つボイノリオの聞けば聞くほどの番組内で結婚を発表。

## 現在の出演番組

### テレビ
- S☆1 BASEBALL他スポーツ中継（中日クラウンズ、J1グランパス戦など）
- 燃えよドラゴンズ(リポーターのみ)
- CBCニュース

### ラジオ
- CBCドラゴンズナイター
- CBCニュース

## 過去の出演番組

### テレビ
- 本能Z（ナレーター）

### ラジオ
- 土曜ワイド 広瀬隆のラジオでいこう!(ショートコーナー「水分貴雅の情熱の嵐！」）
- 菊正宗 ほろよいイブニングトーク（CBCラジオ担当・週一回）
- ツー快!お昼ドキッ（火曜日の歌声喫茶「炎」のコーナーに出演）